# Dorit Bejnišová
Dorit Bejnišová (hebrejsky: דורית ביניש, rodným jménem Dorit Werba, narozena 28. února 1942) je bývalá předsedkyně Nejvyššího soudu Státu Izrael. Do této funkce byla jmenována 7. září 2006 po odchodu Aharona Baraka. Stala se tak historicky první ženou ve funkci předsedy nejvyššího soudu.

## Biografie
Narodila se v roce 1942 pod jménem Dorit Werba. Její otec, Aharon Werba, který byl státním úředníkem, imigroval do mandátní Palestiny v roce 1933 z Polska. Její matka, Chava, byla učitelkou ve školce v Tel Avivu. Dorit sloužila v Izraelských obranných silách (IOS), kde dosáhla hodnosti poručíka. Po službě v armádě studovala práva na Hebrejské univerzitě v Jeruzalémě, kde získala nejprve titul bakaláře (L.L.B.) a poté magistra (L.L.M.). V roce 1964 se provdala za Jechezkela Bejniše, taktéž právníka. Společně mají dvě dcery, Daniellu a Michalu.

## Právní kariéra
Členkou izraelského Nejvyššího soudu je od roku 1995 a má za sebou rozsáhlou kariéru ve veřejné správě. Od roku 1989 působila sedm let jako státní zástupkyně a předtím jako zástupkyně státního zástupce. Jako státní zástupkyně zastupovala vládu ve sporech na městských, distriktních a odvolacích soudech. Zastávala též funkce právních poradců na vládních ministerstvech a agenturách. Dále byla asistentskou zástupce jeruzalémského distriktu a později starší asistentkou státního zástupce. V letech 1976 až 1982 vedla oddělení ústavního a správního práva při kanceláří státního zástupce. Zastupovala též stát před nejvyšším soudem v ústavních a správních případech.

## Postoje a názory
Dorit Bejnišová se zaměřuje na vládní korupci a zajištění toho, aby vládní instituce dodržovaly zákon, přičemž zvláštní důraz je kladen na IOS, izraelskou policii a Šin Bet. Mezi jejími názory, coby členky nejvyššího soudu, vynikají rozhodnutí, která zdůrazňují práva žen a dětí, konkrétně, že rodiče nemohou používat tělesné tresty.
V rámci své stávající funkce rovněž vynesla několik rozsudků, týkajících se konfliktu mezi bezpečnostními potřebami a občanskými a lidskými právy. Tyto rozsudky je možné najít na internetových stránkách izraelského nejvyššího soudu.